# Ch'uch'u
Ch'uch'u (Idioma aimara: líquido frío.) También llamada Chuchu,  es una montaña ubicada en los Andes bolivianos, con altitud aproximada de 5.100 m s. n. m. Se encuentra en el municipio de Sorata de la provincia de Larecaja en el departamento de La Paz. Ch'uch'u está al norte de la cadena principal de la Cordillera Real, al noreste de la cima Ch'uch'u Apachita. 
De esta montaña nace el río Ch'uch'u Jawira.